# BWF International Challenge 2007
Die BWF International Challenge 2007 war die erste Auflage der BWF International Challenge im Badminton.

## Turniere und Sieger
| Veranstaltung | Herreneinzel             | Dameneinzel              | Herrendoppel                            | Damendoppel                           | Mixed                                   |
| ------------- | ------------------------ | ------------------------ | --------------------------------------- | ------------------------------------- | --------------------------------------- |
| Japan         | Sho Sasaki               | Eriko Hirose             | Han Sang-hoon Cho Gun-woo               | Aki Akao Tomomi Matsuda               | Keita Masuda Miyuki Maeda               |
| Portugal      | Peter Mikkelsen          | Judith Meulendijks       | Mikkel Delbo Larsen Jacob Chemnitz      | Jenny Wallwork Suzanne Rayappan       | Rasmus Bonde Christinna Pedersen        |
| Israel        | Sho Sasaki               | Tracey Hallam            | Jochen Cassel Thomas Tesche             | nicht ausgetragen                     | Valeriy Atrashchenkov Elena Prus        |
| Polen         | Vladislav Druzchenko     | Chie Umezu               | Mikkel Delbo Larsen Jacob Chemnitz      | Kamila Augustyn Nadieżda Kostiuczyk   | Robert Mateusiak Nadieżda Kostiuczyk    |
| Vietnam       | Tan Chun Seang           | Tracey Hallam            | Mohammad Ahsan Bona Septano             | Yulianti CJ Richi Puspita Dili        | Tri Kusharyanto Tetty Yunita            |
| Spanien       | Peter Mikkelsen          | Juliane Schenk           | Carsten Mogensen Mathias Boe            | Juliane Schenk Nicole Grether         | Joachim Fischer Nielsen Britta Andersen |
| Frankreich    | Przemysław Wacha         | Tracey Hallam            | Carsten Mogensen Mathias Boe            | Elin Bergblom Johanna Persson         | Ingo Kindervater Kathrin Piotrowski     |
| Russland      | Stanislav Pukhov         | Kanako Yonekura          | Vitaliy Durkin Alexandr Nikolaenko      | Ekaterina Ananina Anastasia Russkikh  | Alexandr Nikolaenko Nina Vislova        |
| Indonesien    | Hong Ji-hoon             | Chiu Yi-ju               | Yonathan Suryatama Dasuki Rian Sukmawan | Meiliana Jauhari Shendy Puspa Irawati | Tontowi Ahmad Yulianti CJ               |
| Türkei        | Hans-Kristian Vittinghus | Juliane Schenk           | Kristof Hopp Ingo Kindervater           | Nicole Grether Juliane Schenk         | Ingo Kindervater Kathrin Piotrowski     |
| Kanada        | Lee Tsuen Seng           | Lee Yun-hwa              | William Milroy Mike Beres               | Hwang Yu-mi Ha Jung-eun               | William Milroy Tammy Sun                |
| Belgien       | Marc Zwiebler            | Larisa Griga             | Kristof Hopp Ingo Kindervater           | Natalie Munt Joanne Nicholas          | Chris Langridge Joanne Nicholas         |
| Bulgarien     | Jan Fröhlich             | Petya Nedelcheva         | Robert Mateusiak Michał Łogosz          | Nina Vislova Valeria Sorokina         | Alexandr Nikolaenko Nina Vislova        |
| Malaysia      | Sairul Amar Ayob         | Porntip Buranaprasertsuk | Chang Hun Pin Chan Peng Soon            | Haw Chiou Hwee Lim Pek Siah           | Ng Hui Lin Lim Khim Wah                 |
| Pakistan      | Bobby Milroy             | Maja Tvrdy               | Ahmed Waqas Sulehri Kashif Ali          | Jwala Gutta Shruti Kurien             | Valiyaveetil Diju Aparna Balan          |
| Südkorea      | Shon Seung-mo            | Lee Yun-hwa              | Ko Sung-hyun Kwon Yi-goo                | Yoo Hyun-young Jung Kyung-eun         | Shin Baek-cheol Yoo Hyun-young          |
| Indien        | Chong Wei Feng           | Kanako Yonekura          | Chang Hun Pin Chan Peng Soon            | Jwala Gutta Shruti Kurien             | Valiyaveetil Diju Jwala Gutta           |
| Norwegen      | Marc Zwiebler            | Juliane Schenk           | Howard Bach Khankham Malaythong         | Anastasia Russkikh Ekaterina Ananina  | Kristof Hopp Birgit Overzier            |
| Schottland    | Kenichi Tago             | Kanako Yonekura          | Robert Blair David Lindley              | Nina Vislova Valeria Sorokina         | Robert Blair Imogen Bankier             |
| Irland        | Peter Mikkelsen          | Elizabeth Cann           | Khan Bob Malaythong Howard Bach         | Bing Huang Chloe Magee                | Howard Bach Eva Lee                     |
| Italien       | Sho Sasaki               | Juliane Schenk           | Mathias Boe Carsten Mogensen            | Ekaterina Ananina Anastasia Russkikh  | Alexandr Nikolaenko Nina Vislova        |